# Yesterday & Today (disc)
Yesterday & Today és el primer disc de Y&T. Fou publicat el 1976.

## Llista de cançons
1. "Animal Woman" (Joey Alves, Phil Kennemore, Dave Meniketti – 3:40
2. "25 Hours A Day" (Alves, Meniketti, Leonard Haze) – 3:39
3. "Game Playing Woman" (Meniketti, Kennemore, Haze) – 5:23
4. "Come On Over" (Meniketti, Alves, Haze) – 4:08
5. "My Heart Plays Too" (Meniketti) – 6:37
6. "Earthshaker" (Meniketti, Haze) – 3:19
7. "Fast Ladies (Very Slow Gin)" (Meniketti, Haze) – 4:29
8. "Alcohol" (Meniketti, Alves, Haze) – 4:30
9. "Beautiful Dreamer" (Meniketti, Haze) – 5:31

## Músics
- Dave Meniketti – veu i guitarra
- Joey Alves – guitarra i veus
- Leonard Haze – bateria i veus
- Phil Kennemore – baix i veus